# Oxalis illinoensis
Oxalis illinoensis là một loài thực vật có hoa trong họ Chua me đất. Loài này được Schwegman mô tả khoa học đầu tiên năm 1982.